# Боровая улица (Екатеринбург)
Борова́я у́лица — улица в жилом районе «Пионерский» Кировского административного района Екатеринбурга.

## Расположение и благоустройство
Боровая улица идёт с северо-востока на юго-запад, начинаясь от примыкания к улице Сулимова и заканчиваясь у примыкания улицы Вилонова. Ближе к концу на улицу справа выходит улица Бехтерева. Протяжённость улицы составляет около 500 метров. Ширина проезжей части — одна полоса в каждую сторону.
На протяжении улицы имеются один светофор и один нерегулируемый пешеходный переход. С чётной стороны улица оборудована тротуаром. Участок улицы между улицами Бехтерева и Вилонова на 2013 год не заасфальтирован. В августе 2014 г. заасфальтирован.

## История
Впервые обозначена на карте Свердловска 1929 года как застраиваемая. В 1960-е—1970-е годы вместо частной застройки застроена многоэтажными кирпичными и панельными домами типовых серий.

## Здания и сооружения
Внимание! Этот раздел содержит информацию по состоянию на май 2012 года
По нечётной стороне:
- № 19 — двенадцатиэтажный 318-квартирный кирпичный жилой дом постройки 1989, 1990 и 1992 годов (разные секции);
- № 19а — шестнадцатиэтажный жилой дом постройки 2000-х годов;
- № 21 — девятиэтажный 215-квартирный панельный жилой дом 1976 года постройки;
- № 21а — девятиэтажный 241-квартирный панельный жилой дом 1990 года постройки;
- № 23 — девятиэтажный 144-квартирный панельный жилой дом 1975 года постройки;
- № 23а — детский сад № 588;
- № 25 — шестнадцатиэтажный 190-квартирный панельный жилой дом 1990 года постройки;
- № 29 — четырнадцатиэтажный кирпичный жилой дом постройки 2000-х годов.

По чётной стороне:
- № 22 — девятиэтажный 148-квартирный кирпичный жилой дом 1982 и 1984 годов постройки (разные секции);
- № 24 — девятиэтажный пятисекционный 307-квартирный кирпичный жилой дом 1977—1979 годов постройки (разные секции);
- № 26 (Бехтерева, 6) — пятиэтажный 80-квартирный панельный жилой дом 1971 года постройки;
- № 28 — пятиэтажный 60-квартирный кирпичный жилой дом 1966 года постройки;
- № 30 (Вилонова, 74) — пятиэтажный 60-квартирный кирпичный жилой дом 1963 года постройки.

## Транспорт

### Наземный общественный транспорт
Движение наземного общественного транспорта по улице не осуществляется. Недалеко от примыкания к улице Сулимова находится
остановка «Боровая»:
Автобус: № 28, 60;
Троллейбус: № 32;
Маршрутное такси: № 81, 030, 48, 052, 056, 059, 070, 082.

### Ближайшие станции метро
Действующих станций метро поблизости нет. В отдалённой перспективе в 500 метрах от начала улицы планируется строительство станции  «Комсомольская».